# Jem
Jem, właśc. Jemma Griffiths (ur. 18 maja 1975 w Penarth, Walia) – brytyjska piosenkarka i autorka tekstów. Uczęszczała na Uniwersytet w Susseksie zdobywając wykształcenie prawnicze.
Napisała, wraz z Guyem Sigsworthem, piosenkę „Nothing Fails”, która została później przerobiona przez Madonnę i ukazała się na jej albumie American Life w 2003 roku.

## Kariera
Jem rozpoczęła na poważnie swoją karierę w 2002 roku, gdy wersja demo jej piosenki „Finally Woken” ukazała się w jednej ze stacji radiowych w Los Angeles.
Następnie, jesienią 2003 roku, wydała średnio popularny EP – It All Starts Here..., po którym, w marcu 2004, ukazał się album Finally Woken.
Singel „They”, upubliczniono w Wielkiej Brytanii 14 marca 2005. Później Jem zdobyła sławę w USA, jako że jej muzyka była wykorzystywana w programach telewizyjnych takich jak: Życie na fali (The O.C.), Gotowe na wszystko (Desperate Housewives), Chirurdzy (Grey's Anatomy), Sześć stóp pod ziemią (Six Feet Under) oraz Magia Niagary (Wonderfalls).
Kolejne single, „24” oraz „Come on Closer”, ukazały się w stacjach radiowych Triple A; singiel „Come on closer” został użyty także jako motyw przewodni filmu Bliżej (Closer, 2004) w reżyserii Mike’a Nicholsa. Jej piosenka „Wish I” została użyta jako piosenka tytułowa brytyjskiego reality show, Celebrity Love Island.
W 2006 roku Jem nagrała piosenkę do ścieżki dźwiękowej filmu fantasy – Eragon o tytule „Once in Every Lifetime”. Była to jedna z pierwszych piosenek zaakceptowanych do ścieżki dźwiękowej filmu.
16 września 2008 wydany został jej nowy album Down to Earth.
Piosenka „Keep On Walking” została wykorzystana w ostatnich scenach finałowego odcinka drugiego sezonu serialu „Damages”.

## Styl muzyczny
Eklektyczna stylizacja debiutanckiego albumu Jem nie dała się przypisać do żadnej kategorii przez wielu krytyków muzycznych. Niektóre z jej piosenek są rockowymi balladami, jednak inne ocierają się o electronicę oraz trip hop. Dzięki aksamitnemu głosowi, jest porównywana do Beth Orton oraz w mniejszym stopniu do Dido.

## Dyskografia

### Minialbumy
- 2003 – It All Starts Here

### Albumy
| 2004 | Finally Woken    | 6  | 197 |
| 2008 | Down to Earth    | 64 | 43  |
| 2016 | Beachwood Canyon | –  | –   |

### Single
| 2005 | They             | 6  | 8  | –  |
| 2005 | Just A Ride      | 16 | 27 | –  |
| 2005 | Wish I           | 24 | 27 | –  |
| 2005 | 24               | –  | –  | 98 |
| 2008 | It's Amazing     | –  | –  | –  |
| 2008 | Crazy            | –  | –  | 99 |
| 2009 | And So I Pray    | –  | –  | –  |
| 2009 | I Want You To... | –  | –  | –  |
| 2016 | Beachwood Canyon | –  | –  | –  |